# Lista episoadelor din Adela
Aceasta este o listă a episoadelor din serialul Adela realizat de Ruxandra Ion în 2021.

## Prezentare generală
| Sezonul | Sezonul | Episoade | Episoade | Premiera TV      | Premiera TV       |
| Sezonul | Sezonul | Episoade | Episoade | Prima transmisie | Ultima transmisie |
| ------- | ------- | -------- | -------- | ---------------- | ----------------- |
|         | 1       | 48       | 48       | 14 ianuarie 2021 | 24 iunie 2021     |
|         | 2       | 36       | 36       | 19 august 2021   | 16 decembrie 2021 |
|         | 3       | 40       | 40       | 27 ianuarie 2022 | 9 iunie 2022      |
|         | 4       | 34       | 34       | 25 august 2022   | 22 decembrie 2022 |

## Episoade

### Sezonul 1 (2021)
| Nr. în serial | Nr. în sezon | Titlu                             | Regizat de                                     | Scris de                                                                    | Data difuzării    | RO telespectatori (milioane) |
| ------------- | ------------ | --------------------------------- | ---------------------------------------------- | --------------------------------------------------------------------------- | ----------------- | ---------------------------- |
| 1             | 1            | „Trecutul bate la ușă”            | Ruxandra Ion, Radu Grigore, Bogdan Dumitrescu  | Simona Macovei, Radu Grigore, Ruxandra Ion, Bianca Mina & Conrad Mericoffer | 14 ianuarie 2021  |                              |
| 2             | 2            | „Adevărul îngropat”               | Ruxandra Ion, Radu Grigore & Bogdan Dumitrescu | Simona Macovei, Radu Grigore, Ruxandra Ion, Bianca Mina & Conrad Mericoffer | 14 ianuarie 2021  |                              |
| 3             | 3            | „Vreau soarta ta”                 | Ruxandra Ion, Radu Grigore & Bogdan Dumitrescu | Simona Macovei, Radu Grigore, Ruxandra Ion, Bianca Mina & Conrad Mericoffer | 21 ianuarie 2021  |                              |
| 4             | 4            | „Misterul fiicei”                 | Ruxandra Ion, Radu Grigore & Bogdan Dumitrescu | Simona Macovei, Radu Grigore, Ruxandra Ion, Bianca Mina & Conrad Mericoffer | 21 ianuarie 2021  |                              |
| 5             | 5            | „Îndoiala”                        | Ruxandra Ion, Radu Grigore & Bogdan Dumitrescu | Simona Macovei, Radu Grigore, Ruxandra Ion, Bianca Mina & Conrad Mericoffer | 28 ianuarie 2021  |                              |
| 6             | 6            | „Vizita”                          | Ruxandra Ion, Radu Grigore & Bogdan Dumitrescu | Simona Macovei, Radu Grigore, Ruxandra Ion, Bianca Mina & Conrad Mericoffer | 28 ianuarie 2021  |                              |
| 7             | 7            | „Acasă la tata”                   | Ruxandra Ion, Radu Grigore & Bogdan Dumitrescu | Simona Macovei, Radu Grigore, Ruxandra Ion, Bianca Mina & Conrad Mericoffer | 4 februarie 2021  |                              |
| 8             | 8            | „Bine ai venit!”                  | Ruxandra Ion, Radu Grigore & Bogdan Dumitrescu | Simona Macovei, Radu Grigore, Ruxandra Ion, Bianca Mina & Conrad Mericoffer | 4 februarie 2021  |                              |
| 9             | 9            | „Vecini noi”                      | Ruxandra Ion, Radu Grigore & Bogdan Dumitrescu | Simona Macovei, Radu Grigore, Ruxandra Ion, Bianca Mina & Conrad Mericoffer | 11 februarie 2021 |                              |
| 10            | 10           | „Un nou început”                  | Ruxandra Ion, Radu Grigore & Bogdan Dumitrescu | Simona Macovei, Radu Grigore, Ruxandra Ion, Bianca Mina & Conrad Mericoffer | 11 februarie 2021 |                              |
| 11            | 11           | „Toți oamenii sunt răi”           | Ruxandra Ion, Radu Grigore & Bogdan Dumitrescu | Simona Macovei, Radu Grigore, Ruxandra Ion, Bianca Mina & Conrad Mericoffer | 18 februarie 2021 |                              |
| 12            | 12           | „Cum m-am îndrăgostit”            | Ruxandra Ion, Radu Grigore & Bogdan Dumitrescu | Simona Macovei, Radu Grigore, Ruxandra Ion, Bianca Mina & Conrad Mericoffer | 18 februarie 2021 |                              |
| 13            | 13           | „Aparențele înșeală”              | Ruxandra Ion, Radu Grigore & Bogdan Dumitrescu | Simona Macovei, Radu Grigore, Ruxandra Ion, Bianca Mina & Conrad Mericoffer | 25 februarie 2021 |                              |
| 14            | 14           | „Să înceapă jocul”                | Ruxandra Ion, Radu Grigore & Bogdan Dumitrescu | Simona Macovei, Radu Grigore, Ruxandra Ion, Bianca Mina & Conrad Mericoffer | 25 februarie 2021 |                              |
| 15            | 15           | „Debutul”                         | Ruxandra Ion, Radu Grigore & Bogdan Dumitrescu | Simona Macovei, Radu Grigore, Ruxandra Ion, Bianca Mina & Conrad Mericoffer | 4 martie 2021     |                              |
| 16            | 16           | „Cine ești cu adevărat?”          | Ruxandra Ion, Radu Grigore & Bogdan Dumitrescu | Simona Macovei, Radu Grigore, Ruxandra Ion, Bianca Mina & Conrad Mericoffer | 4 martie 2021     |                              |
| 17            | 17           | „Mesaje secrete”                  | Ruxandra Ion, Radu Grigore & Bogdan Dumitrescu | Simona Macovei, Radu Grigore, Ruxandra Ion, Bianca Mina & Conrad Mericoffer | 11 martie 2021    |                              |
| 18            | 18           | „Între viață și moarte”           | Ruxandra Ion, Radu Grigore & Bogdan Dumitrescu | Simona Macovei, Radu Grigore, Ruxandra Ion, Bianca Mina & Conrad Mericoffer | 11 martie 2021    |                              |
| 19            | 19           | „Care pe care”                    | Ruxandra Ion, Radu Grigore & Bogdan Dumitrescu | Simona Macovei, Radu Grigore, Ruxandra Ion, Bianca Mina & Conrad Mericoffer | 18 martie 2021    |                              |
| 20            | 20           | „Sânge din sângele meu”           | Ruxandra Ion, Radu Grigore & Bogdan Dumitrescu | Simona Macovei, Radu Grigore, Ruxandra Ion, Bianca Mina & Conrad Mericoffer | 18 martie 2021    |                              |
| 21            | 21           | „Șarpele”                         | Ruxandra Ion, Radu Grigore & Bogdan Dumitrescu | Simona Macovei, Radu Grigore, Ruxandra Ion, Bianca Mina & Conrad Mericoffer | 25 martie 2021    |                              |
| 22            | 22           | „Ce nu fac eu pentru tine”        | Ruxandra Ion, Radu Grigore & Bogdan Dumitrescu | Simona Macovei, Radu Grigore, Ruxandra Ion, Bianca Mina & Conrad Mericoffer | 25 martie 2021    |                              |
| 23            | 23           | „Demonii trecutului”              | Ruxandra Ion, Radu Grigore & Bogdan Dumitrescu | Simona Macovei, Radu Grigore, Ruxandra Ion, Bianca Mina & Conrad Mericoffer | 1 aprilie 2021    |                              |
| 24            | 24           | „Ai încredere în mine”            | Ruxandra Ion, Radu Grigore & Bogdan Dumitrescu | Simona Macovei, Radu Grigore, Ruxandra Ion, Bianca Mina & Conrad Mericoffer | 1 aprilie 2021    |                              |
| 25            | 25           | „Lupul strigă lupul”              | Ruxandra Ion, Radu Grigore & Bogdan Dumitrescu | Simona Macovei, Radu Grigore, Ruxandra Ion, Bianca Mina & Conrad Mericoffer | 8 aprilie 2021    |                              |
| 26            | 26           | „Micul nostru secret”             | Ruxandra Ion, Radu Grigore & Bogdan Dumitrescu | Simona Macovei, Radu Grigore, Ruxandra Ion, Bianca Mina & Conrad Mericoffer | 8 aprilie 2021    |                              |
| 27            | 27           | „De ziua ta”                      | Ruxandra Ion, Radu Grigore & Bogdan Dumitrescu | Simona Macovei, Radu Grigore, Ruxandra Ion, Bianca Mina & Conrad Mericoffer | 15 aprilie 2021   |                              |
| 28            | 28           | „Rațiune și simțire”              | Ruxandra Ion, Radu Grigore & Bogdan Dumitrescu | Simona Macovei, Radu Grigore, Ruxandra Ion, Bianca Mina & Conrad Mericoffer | 15 aprilie 2021   |                              |
| 29            | 29           | „Martorul incomod”                | Ruxandra Ion, Radu Grigore & Bogdan Dumitrescu | Simona Macovei, Radu Grigore, Ruxandra Ion, Bianca Mina & Conrad Mericoffer | 22 aprilie 2021   |                              |
| 30            | 30           | „Confesiuni”                      | Ruxandra Ion, Radu Grigore & Bogdan Dumitrescu | Simona Macovei, Radu Grigore, Ruxandra Ion, Bianca Mina & Conrad Mericoffer | 22 aprilie 2021   |                              |
| 31            | 31           | „Părăsire de domiciliu”           | Ruxandra Ion, Radu Grigore & Bogdan Dumitrescu | Simona Macovei, Radu Grigore, Ruxandra Ion, Bianca Mina & Conrad Mericoffer | 29 aprilie 2021   |                              |
| 32            | 32           | „Crede-mă pe mine”                | Ruxandra Ion, Radu Grigore & Bogdan Dumitrescu | Simona Macovei, Radu Grigore, Ruxandra Ion, Bianca Mina & Conrad Mericoffer | 29 aprilie 2021   |                              |
| 33            | 33           | „Povara vinovăției”               | Ruxandra Ion, Radu Grigore & Bogdan Dumitrescu | Simona Macovei, Radu Grigore, Ruxandra Ion, Bianca Mina & Conrad Mericoffer | 6 mai 2021        |                              |
| 34            | 34           | „Atât de aproape de adevăr”       | Ruxandra Ion, Radu Grigore & Bogdan Dumitrescu | Simona Macovei, Radu Grigore, Ruxandra Ion, Bianca Mina & Conrad Mericoffer | 6 mai 2021        |                              |
| 35            | 35           | „O nouă realitate”                | Ruxandra Ion, Radu Grigore & Bogdan Dumitrescu | Simona Macovei, Radu Grigore, Ruxandra Ion, Bianca Mina & Conrad Mericoffer | 13 mai 2021       |                              |
| 36            | 36           | „Enigma Amaliei”                  | Ruxandra Ion, Radu Grigore & Bogdan Dumitrescu | Simona Macovei, Radu Grigore, Ruxandra Ion, Bianca Mina & Conrad Mericoffer | 13 mai 2021       |                              |
| 37            | 37           | „Iertarea e pentru cei puternici” | Ruxandra Ion, Radu Grigore & Bogdan Dumitrescu | Simona Macovei, Radu Grigore, Ruxandra Ion, Bianca Mina & Conrad Mericoffer | 20 mai 2021       |                              |
| 38            | 38           | „Prieteni și dușmani”             | Ruxandra Ion, Radu Grigore & Bogdan Dumitrescu | Simona Macovei, Radu Grigore, Ruxandra Ion, Bianca Mina & Conrad Mericoffer | 20 mai 2021       |                              |
| 39            | 39           | „Nu pune mâna!”                   | Ruxandra Ion, Radu Grigore & Bogdan Dumitrescu | Simona Macovei, Radu Grigore, Ruxandra Ion, Bianca Mina & Conrad Mericoffer | 27 mai 2021       |                              |
| 40            | 40           | „Cine minte...”                   | Ruxandra Ion, Radu Grigore & Bogdan Dumitrescu | Simona Macovei, Radu Grigore, Ruxandra Ion, Bianca Mina & Conrad Mericoffer | 27 mai 2021       |                              |
| 41            | 41           | „Ce pot să fac pentru tine”       | Ruxandra Ion, Radu Grigore & Bogdan Dumitrescu | Simona Macovei, Radu Grigore, Ruxandra Ion, Bianca Mina & Conrad Mericoffer | 3 iunie 2021      |                              |
| 42            | 42           | „Dacă o să mor”                   | Ruxandra Ion, Radu Grigore & Bogdan Dumitrescu | Simona Macovei, Radu Grigore, Ruxandra Ion, Bianca Mina & Conrad Mericoffer | 3 iunie 2021      |                              |
| 43            | 43           | „Putem uita trecutul?”            | Ruxandra Ion, Radu Grigore & Bogdan Dumitrescu | Simona Macovei, Radu Grigore, Ruxandra Ion, Bianca Mina & Conrad Mericoffer | 10 iunie 2021     |                              |
| 44            | 44           | „Vrei să fii soția mea?”          | Ruxandra Ion, Radu Grigore & Bogdan Dumitrescu | Simona Macovei, Radu Grigore, Ruxandra Ion, Bianca Mina & Conrad Mericoffer | 10 iunie 2021     |                              |
| 45            | 45           | „Citește o carte!”                | Ruxandra Ion, Radu Grigore & Bogdan Dumitrescu | Simona Macovei, Radu Grigore, Ruxandra Ion, Bianca Mina & Conrad Mericoffer | 17 iunie 2021     |                              |
| 46            | 46           | „E timpul să mărturisim”          | Ruxandra Ion, Radu Grigore & Bogdan Dumitrescu | Simona Macovei, Radu Grigore, Ruxandra Ion, Bianca Mina & Conrad Mericoffer | 17 iunie 2021     |                              |
| 47            | 47           | „Totul e bine...”                 | Ruxandra Ion, Radu Grigore & Bogdan Dumitrescu | Simona Macovei, Radu Grigore, Ruxandra Ion, Bianca Mina & Conrad Mericoffer | 24 iunie 2021     |                              |
| 48            | 48           | „...când se termină cu bine?”     | Ruxandra Ion, Radu Grigore & Bogdan Dumitrescu | Simona Macovei, Radu Grigore, Ruxandra Ion, Bianca Mina & Conrad Mericoffer | 24 iunie 2021     |                              |

### Sezonul 2 (2021)
| Nr. în serial | Nr. în sezon | Titlu                                    | Regizat de                                     | Scris de                                 | Data difuzării     | RO telespectatori (milioane) |
| ------------- | ------------ | ---------------------------------------- | ---------------------------------------------- | ---------------------------------------- | ------------------ | ---------------------------- |
| 49            | 1            | „Prietenii noi, iubiri vechi”            | Ruxandra Ion, Radu Grigore & Bogdan Dumitrescu | Radu Grigore, Ruxandra Ion & Bianca Mina | 19 august 2021     |                              |
| 50            | 2            | „Trădarea”                               | Ruxandra Ion, Radu Grigore & Bogdan Dumitrescu | Radu Grigore, Ruxandra Ion & Bianca Mina | 19 august 2021     |                              |
| 51            | 3            | „Săraci, dar fericiți”                   | Ruxandra Ion, Radu Grigore & Bogdan Dumitrescu | Radu Grigore, Ruxandra Ion & Bianca Mina | 26 august 2021     |                              |
| 52            | 4            | „Înțelegerea”                            | Ruxandra Ion, Radu Grigore & Bogdan Dumitrescu | Radu Grigore, Ruxandra Ion & Bianca Mina | 26 august 2021     |                              |
| 53            | 5            | „Viață nouă”                             | Ruxandra Ion, Radu Grigore & Bogdan Dumitrescu | Radu Grigore, Ruxandra Ion & Bianca Mina | 2 septembrie 2021  |                              |
| 54            | 6            | „Cum rezolvi o crimă?”                   | Ruxandra Ion, Radu Grigore & Bogdan Dumitrescu | Radu Grigore, Ruxandra Ion & Bianca Mina | 2 septembrie 2021  |                              |
| 55            | 7            | „Și ce dacă vă iubiți?”                  | Ruxandra Ion, Radu Grigore & Bogdan Dumitrescu | Radu Grigore, Ruxandra Ion & Bianca Mina | 9 septembrie 2021  |                              |
| 56            | 8            | „Ruine și regrete”                       | Ruxandra Ion, Radu Grigore & Bogdan Dumitrescu | Radu Grigore, Ruxandra Ion & Bianca Mina | 9 septembrie 2021  |                              |
| 57            | 9            | „Să știe toată lumea...”                 | Ruxandra Ion, Radu Grigore & Bogdan Dumitrescu | Radu Grigore, Ruxandra Ion & Bianca Mina | 16 septembrie 2021 |                              |
| 58            | 10           | „În direct”                              | Ruxandra Ion, Radu Grigore & Bogdan Dumitrescu | Radu Grigore, Ruxandra Ion & Bianca Mina | 16 septembrie 2021 |                              |
| 59            | 11           | „Confesiunea...”                         | Ruxandra Ion, Radu Grigore & Bogdan Dumitrescu | Radu Grigore, Ruxandra Ion & Bianca Mina | 23 septembrie 2021 |                              |
| 60            | 12           | „Vino cu mine!”                          | Ruxandra Ion, Radu Grigore & Bogdan Dumitrescu | Radu Grigore, Ruxandra Ion & Bianca Mina | 23 septembrie 2021 |                              |
| 61            | 13           | „Noul Andronic”                          | Ruxandra Ion, Radu Grigore & Bogdan Dumitrescu | Radu Grigore, Ruxandra Ion & Bianca Mina | 30 septembrie 2021 |                              |
| 62            | 14           | „Fratele nostru”                         | Ruxandra Ion, Radu Grigore & Bogdan Dumitrescu | Radu Grigore, Ruxandra Ion & Bianca Mina | 30 septembrie 2021 |                              |
| 63            | 15           | „Ceva ce se întâmplă cu adevărat”        | Ruxandra Ion, Radu Grigore & Bogdan Dumitrescu | Radu Grigore, Ruxandra Ion & Bianca Mina | 7 octombrie 2021   |                              |
| 64            | 16           | „Suntem familie, nu?”                    | Ruxandra Ion, Radu Grigore & Bogdan Dumitrescu | Radu Grigore, Ruxandra Ion & Bianca Mina | 7 octombrie 2021   |                              |
| 65            | 17           | „Adevărul e mai crunt decât crezi”       | Ruxandra Ion, Radu Grigore & Bogdan Dumitrescu | Radu Grigore, Ruxandra Ion & Bianca Mina | 14 octombrie 2021  |                              |
| 66            | 18           | „Totul are sens”                         | Ruxandra Ion, Radu Grigore & Bogdan Dumitrescu | Radu Grigore, Ruxandra Ion & Bianca Mina | 14 octombrie 2021  |                              |
| 67            | 19           | „Locul Blestemat”                        | Ruxandra Ion, Radu Grigore & Bogdan Dumitrescu | Radu Grigore, Ruxandra Ion & Bianca Mina | 21 octombrie 2021  |                              |
| 68            | 20           | „Cine bate la ușă?”                      | Ruxandra Ion, Radu Grigore & Bogdan Dumitrescu | Radu Grigore, Ruxandra Ion & Bianca Mina | 21 octombrie 2021  |                              |
| 69            | 21           | „Eşti vinovat?”                          | Ruxandra Ion, Radu Grigore & Bogdan Dumitrescu | Radu Grigore, Ruxandra Ion & Bianca Mina | 28 octombrie 2021  |                              |
| 70            | 22           | „Timpul nu trece când plângi cu lacrimi” | Ruxandra Ion, Radu Grigore & Bogdan Dumitrescu | Radu Grigore, Ruxandra Ion & Bianca Mina | 28 octombrie 2021  |                              |
| 71            | 23           | „Tată încă o zi”                         | Ruxandra Ion, Radu Grigore & Bogdan Dumitrescu | Radu Grigore, Ruxandra Ion & Bianca Mina | 4 noiembrie 2021   |                              |
| 72            | 24           | „Adela Andronic”                         | Ruxandra Ion, Radu Grigore & Bogdan Dumitrescu | Radu Grigore, Ruxandra Ion & Bianca Mina | 4 noiembrie 2021   |                              |
| 73            | 25           | „Rănile adevărului”                      | Ruxandra Ion, Radu Grigore & Bogdan Dumitrescu | Radu Grigore, Ruxandra Ion & Bianca Mina | 11 noiembrie 2021  |                              |
| 74            | 26           | „Vino înapoi!”                           | Ruxandra Ion, Radu Grigore & Bogdan Dumitrescu | Radu Grigore, Ruxandra Ion & Bianca Mina | 11 noiembrie 2021  |                              |
| 75            | 27           | „În sfârșit acasă...!”                   | Ruxandra Ion, Radu Grigore & Bogdan Dumitrescu | Radu Grigore, Ruxandra Ion & Bianca Mina | 18 noiembrie 2021  |                              |
| 76            | 28           | „De la început...”                       | Ruxandra Ion, Radu Grigore & Bogdan Dumitrescu | Radu Grigore, Ruxandra Ion & Bianca Mina | 18 noiembrie 2021  |                              |
| 77            | 29           | „Prieteni sau adversari...”              | Ruxandra Ion, Radu Grigore & Bogdan Dumitrescu | Radu Grigore, Ruxandra Ion & Bianca Mina | 25 noiembrie 2021  |                              |
| 78            | 30           | „Pentru cine ne luptăm?”                 | Ruxandra Ion, Radu Grigore & Bogdan Dumitrescu | Radu Grigore, Ruxandra Ion & Bianca Mina | 25 noiembrie 2021  |                              |
| 79            | 31           | „Jocuri de putere”                       | Ruxandra Ion, Radu Grigore & Bogdan Dumitrescu | Radu Grigore, Ruxandra Ion & Bianca Mina | 2 decembrie 2021   |                              |
| 80            | 32           | „E timpul să pleci!”                     | Ruxandra Ion, Radu Grigore & Bogdan Dumitrescu | Radu Grigore, Ruxandra Ion & Bianca Mina | 2 decembrie 2021   |                              |
| 81            | 33           | „Trădări”                                | Ruxandra Ion, Radu Grigore & Bogdan Dumitrescu | Radu Grigore, Ruxandra Ion & Bianca Mina | 9 decembrie 2021   |                              |
| 82            | 34           | „Fără scăpare”                           | Ruxandra Ion, Radu Grigore & Bogdan Dumitrescu | Radu Grigore, Ruxandra Ion & Bianca Mina | 9 decembrie 2021   |                              |
| 83            | 35           | „Dușmanul nu renunță niciodată...”       | Ruxandra Ion, Radu Grigore & Bogdan Dumitrescu | Radu Grigore, Ruxandra Ion & Bianca Mina | 16 decembrie 2021  |                              |
| 84            | 36           | „Aruncă-mă în aer!”                      | Ruxandra Ion, Radu Grigore & Bogdan Dumitrescu | Radu Grigore, Ruxandra Ion & Bianca Mina | 16 decembrie 2021  |                              |

### Sezonul 3 (2022)
| Nr. în serial | Nr. în sezon | Titlu                         | Regizat de                                     | Scris de                                 | Data difuzării    | RO telespectatori (milioane) |
| ------------- | ------------ | ----------------------------- | ---------------------------------------------- | ---------------------------------------- | ----------------- | ---------------------------- |
| 85            | 1            | „Cine mi-a salvat viața?”     | Ruxandra Ion, Radu Grigore & Bogdan Dumitrescu | Radu Grigore, Ruxandra Ion & Bianca Mina | 27 ianuarie 2022  |                              |
| 86            | 2            | „Copilul meu”                 | Ruxandra Ion, Radu Grigore & Bogdan Dumitrescu | Radu Grigore, Ruxandra Ion & Bianca Mina | 27 ianuarie 2022  |                              |
| 87            | 3            | „Rămân aici”                  | Ruxandra Ion, Radu Grigore & Bogdan Dumitrescu | Radu Grigore, Ruxandra Ion & Bianca Mina | 3 februarie 2022  |                              |
| 88            | 4            | „Știu tot!”                   | Ruxandra Ion, Radu Grigore & Bogdan Dumitrescu | Radu Grigore, Ruxandra Ion & Bianca Mina | 3 februarie 2022  |                              |
| 89            | 5            | „Inelul”                      | Ruxandra Ion, Radu Grigore & Bogdan Dumitrescu | Radu Grigore, Ruxandra Ion & Bianca Mina | 10 februarie 2022 |                              |
| 90            | 6            | „Ghici cine vine la cină?”    | Ruxandra Ion, Radu Grigore & Bogdan Dumitrescu | Radu Grigore, Ruxandra Ion & Bianca Mina | 10 februarie 2022 |                              |
| 91            | 7            | „Eu nu sunt ca ei”            | Ruxandra Ion, Radu Grigore & Bogdan Dumitrescu | Radu Grigore, Ruxandra Ion & Bianca Mina | 17 februarie 2022 |                              |
| 92            | 8            | „De mine nu scapi!”           | Ruxandra Ion, Radu Grigore & Bogdan Dumitrescu | Radu Grigore, Ruxandra Ion & Bianca Mina | 17 februarie 2022 |                              |
| 93            | 9            | „Departe de toate problemele” | Ruxandra Ion, Radu Grigore & Bogdan Dumitrescu | Radu Grigore, Ruxandra Ion & Bianca Mina | 24 februarie 2022 |                              |
| 94            | 10           | „Cea mai fericită zi”         | Ruxandra Ion, Radu Grigore & Bogdan Dumitrescu | Radu Grigore, Ruxandra Ion & Bianca Mina | 24 februarie 2022 |                              |
| 95            | 11           | „Vinovat fără vină”           | Ruxandra Ion, Radu Grigore & Bogdan Dumitrescu | Radu Grigore, Ruxandra Ion & Bianca Mina | 3 martie 2022     |                              |
| 96            | 12           | „Mărturie mincinoasă”         | Ruxandra Ion, Radu Grigore & Bogdan Dumitrescu | Radu Grigore, Ruxandra Ion & Bianca Mina | 3 martie 2022     |                              |
| 97            | 13           | „Ți-a expirat timpul!”        | Ruxandra Ion, Radu Grigore & Bogdan Dumitrescu | Radu Grigore, Ruxandra Ion & Bianca Mina | 10 martie 2022    |                              |
| 98            | 14           | „Pe cine alegi?”              | Ruxandra Ion, Radu Grigore & Bogdan Dumitrescu | Radu Grigore, Ruxandra Ion & Bianca Mina | 10 martie 2022    |                              |
| 99            | 15           | „Invitație la cină”           | Ruxandra Ion, Radu Grigore & Bogdan Dumitrescu | Radu Grigore, Ruxandra Ion & Bianca Mina | 17 martie 2022    |                              |
| 100           | 16           | „Dragostea e oarbă”           | Ruxandra Ion, Radu Grigore & Bogdan Dumitrescu | Radu Grigore, Ruxandra Ion & Bianca Mina | 17 martie 2022    |                              |
| 101           | 17           | „Un pont anonim”              | Ruxandra Ion, Radu Grigore & Bogdan Dumitrescu | Radu Grigore, Ruxandra Ion & Bianca Mina | 24 martie 2022    |                              |
| 102           | 18           | „Complicele”                  | Ruxandra Ion, Radu Grigore & Bogdan Dumitrescu | Radu Grigore, Ruxandra Ion & Bianca Mina | 24 martie 2022    |                              |
| 103           | 19           | „Soluția”                     | Ruxandra Ion, Radu Grigore & Bogdan Dumitrescu | Radu Grigore, Ruxandra Ion & Bianca Mina | 31 martie 2022    |                              |
| 104           | 20           | „Armistițiul”                 | Ruxandra Ion, Radu Grigore & Bogdan Dumitrescu | Radu Grigore, Ruxandra Ion & Bianca Mina | 31 martie 2022    |                              |
| 105           | 21           | „Alarmă falsă”                | Ruxandra Ion, Radu Grigore & Bogdan Dumitrescu | Radu Grigore, Ruxandra Ion & Bianca Mina | 7 aprilie 2022    |                              |
| 106           | 22           | „Ce e în viața unui om?”      | Ruxandra Ion, Radu Grigore & Bogdan Dumitrescu | Radu Grigore, Ruxandra Ion & Bianca Mina | 7 aprilie 2022    |                              |
| 107           | 23           | „Darul lui Dumnezeu”          | Ruxandra Ion, Radu Grigore & Bogdan Dumitrescu | Radu Grigore, Ruxandra Ion & Bianca Mina | 14 aprilie 2022   |                              |
| 108           | 24           | „Pot să mor fericită”         | Ruxandra Ion, Radu Grigore & Bogdan Dumitrescu | Radu Grigore, Ruxandra Ion & Bianca Mina | 14 aprilie 2022   |                              |
| 109           | 25           | „Ipotetic”                    | Ruxandra Ion, Radu Grigore & Bogdan Dumitrescu | Radu Grigore, Ruxandra Ion & Bianca Mina | 21 aprilie 2022   |                              |
| 110           | 26           | „Să se facă lumină”           | Ruxandra Ion, Radu Grigore & Bogdan Dumitrescu | Radu Grigore, Ruxandra Ion & Bianca Mina | 21 aprilie 2022   |                              |
| 111           | 27           | „E vina mea!”                 | Ruxandra Ion, Radu Grigore & Bogdan Dumitrescu | Radu Grigore, Ruxandra Ion & Bianca Mina | 28 aprilie 2022   |                              |
| 112           | 28           | „O rază de speranță”          | Ruxandra Ion, Radu Grigore & Bogdan Dumitrescu | Radu Grigore, Ruxandra Ion & Bianca Mina | 28 aprilie 2022   |                              |
| 113           | 29           | „Suspectul”                   | Ruxandra Ion, Radu Grigore & Bogdan Dumitrescu | Radu Grigore, Ruxandra Ion & Bianca Mina | 5 mai 2022        |                              |
| 114           | 30           | „Planul se schimbă”           | Ruxandra Ion, Radu Grigore & Bogdan Dumitrescu | Radu Grigore, Ruxandra Ion & Bianca Mina | 5 mai 2022        |                              |
| 115           | 31           | „Speranțe spulberate”         | Ruxandra Ion, Radu Grigore & Bogdan Dumitrescu | Radu Grigore, Ruxandra Ion & Bianca Mina | 12 mai 2022       |                              |
| 116           | 32           | „Ce contează?”                | Ruxandra Ion, Radu Grigore & Bogdan Dumitrescu | Radu Grigore, Ruxandra Ion & Bianca Mina | 12 mai 2022       |                              |
| 117           | 33           | „Cineva știe...”              | Ruxandra Ion, Radu Grigore & Bogdan Dumitrescu | Radu Grigore, Ruxandra Ion & Bianca Mina | 19 mai 2022       |                              |
| 118           | 34           | „Imaginea care lipsește”      | Ruxandra Ion, Radu Grigore & Bogdan Dumitrescu | Radu Grigore & Ruxandra Ion              | 19 mai 2022       |                              |
| 119           | 35           | „Șah mat”                     | Ruxandra Ion, Radu Grigore & Bogdan Dumitrescu | Radu Grigore, Ruxandra Ion & Bianca Mina | 26 mai 2022       |                              |
| 120           | 36           | „Cine râde până la urmă...”   | Ruxandra Ion, Radu Grigore & Bogdan Dumitrescu | Radu Grigore, Ruxandra Ion & Bianca Mina | 26 mai 2022       |                              |
| 121           | 37           | „Un pas greșit”               | Ruxandra Ion, Radu Grigore & Bogdan Dumitrescu | Radu Grigore, Ruxandra Ion & Bianca Mina | 2 iunie 2022      |                              |
| 122           | 38           | „Toate cărțile pe față”       | Ruxandra Ion, Radu Grigore & Bogdan Dumitrescu | Radu Grigore, Ruxandra Ion & Bianca Mina | 2 iunie 2022      |                              |
| 123           | 39           | „Tu nu te pierzi niciodată!”  | Ruxandra Ion, Radu Grigore & Bogdan Dumitrescu | Radu Grigore, Ruxandra Ion & Bianca Mina | 9 iunie 2022      |                              |
| 124           | 40           | „Înapoi de unde am început”   | Ruxandra Ion, Radu Grigore & Bogdan Dumitrescu | Radu Grigore, Ruxandra Ion & Bianca Mina | 9 iunie 2022      |                              |

### Sezonul 4 (2022)
| Nr. în serial | Nr. în sezon | Titlu                          | Regizat de                                     | Scris de                                 | Data difuzării     | RO telespectatori (milioane) |
| ------------- | ------------ | ------------------------------ | ---------------------------------------------- | ---------------------------------------- | ------------------ | ---------------------------- |
| 125           | 1            | „Greul a trecut”               | Ruxandra Ion, Radu Grigore & Bogdan Dumitrescu | Radu Grigore, Ruxandra Ion & Bianca Mina | 25 august 2022     |                              |
| 126           | 2            | „Începutul sfârșitului”        | Ruxandra Ion, Radu Grigore & Bogdan Dumitrescu | Radu Grigore, Ruxandra Ion & Bianca Mina | 25 august 2022     |                              |
| 127           | 3            | „Obsesii”                      | Ruxandra Ion, Radu Grigore & Bogdan Dumitrescu | Radu Grigore, Ruxandra Ion & Bianca Mina | 1 septembrie 2022  |                              |
| 128           | 4            | „Gelozia bat-o vina”           | Ruxandra Ion, Radu Grigore & Bogdan Dumitrescu | Radu Grigore, Ruxandra Ion & Bianca Mina | 1 septembrie 2022  |                              |
| 129           | 5            | „Care pe care”                 | Ruxandra Ion, Radu Grigore & Bogdan Dumitrescu | Radu Grigore, Ruxandra Ion & Bianca Mina | 8 septembrie 2022  |                              |
| 130           | 6            | „Te urăsc!”                    | Ruxandra Ion, Radu Grigore & Bogdan Dumitrescu | Radu Grigore, Ruxandra Ion & Bianca Mina | 8 septembrie 2022  |                              |
| 131           | 7            | „Afară!”                       | Ruxandra Ion, Radu Grigore & Bogdan Dumitrescu | Radu Grigore, Ruxandra Ion & Bianca Mina | 15 septembrie 2022 |                              |
| 132           | 8            | „Ultimele cuvinte”             | Ruxandra Ion, Radu Grigore & Bogdan Dumitrescu | Radu Grigore, Ruxandra Ion & Bianca Mina | 15 septembrie 2022 |                              |
| 133           | 9            | „În gura lupului”              | Ruxandra Ion, Radu Grigore & Bogdan Dumitrescu | Radu Grigore, Ruxandra Ion & Bianca Mina | 22 septembrie 2022 | 1.20                         |
| 134           | 10           | „De-ar fi să vii...”           | Ruxandra Ion, Radu Grigore & Bogdan Dumitrescu | Radu Grigore, Ruxandra Ion & Bianca Mina | 22 septembrie 2022 | 1.20                         |
| 135           | 11           | „În schimbul libertății”       | Ruxandra Ion, Radu Grigore & Bogdan Dumitrescu | Radu Grigore, Ruxandra Ion & Bianca Mina | 29 septembrie 2022 |                              |
| 136           | 12           | „Spun tot!”                    | Ruxandra Ion, Radu Grigore & Bogdan Dumitrescu | Radu Grigore, Ruxandra Ion & Bianca Mina | 29 septembrie 2022 |                              |
| 137           | 13           | „Mergi pe mâna mea”            | Ruxandra Ion, Radu Grigore & Bogdan Dumitrescu | Radu Grigore, Ruxandra Ion & Bianca Mina | 6 octombrie 2022   | 1.4                          |
| 138           | 14           | „Ajută-mă”                     | Ruxandra Ion, Radu Grigore & Bogdan Dumitrescu | Radu Grigore, Ruxandra Ion & Bianca Mina | 6 octombrie 2022   | 1.4                          |
| 139           | 15           | „Confirmarea”                  | Ruxandra Ion, Radu Grigore & Bogdan Dumitrescu | Radu Grigore & Ruxandra Ion              | 13 octombrie 2022  |                              |
| 140           | 16           | „Fără scăpare”                 | Ruxandra Ion, Radu Grigore & Bogdan Dumitrescu | Radu Grigore, Ruxandra Ion & Bianca Mina | 13 octombrie 2022  |                              |
| 141           | 17           | „Atât de aproape”              | Ruxandra Ion, Radu Grigore & Bogdan Dumitrescu | Radu Grigore, Ruxandra Ion & Bianca Mina | 20 octombrie 2022  |                              |
| 142           | 18           | „Să nu spui nimic!”            | Ruxandra Ion, Radu Grigore & Bogdan Dumitrescu | Radu Grigore, Ruxandra Ion & Bianca Mina | 20 octombrie 2022  |                              |
| 143           | 19           | „Poate e mai bine așa”         | Ruxandra Ion, Radu Grigore & Bogdan Dumitrescu | Radu Grigore, Ruxandra Ion & Bianca Mina | 27 octombrie 2022  |                              |
| 144           | 20           | „Pot să mor”                   | Ruxandra Ion, Radu Grigore & Bogdan Dumitrescu | Radu Grigore, Ruxandra Ion & Bianca Mina | 27 octombrie 2022  |                              |
| 145           | 21           | „Încă puțin”                   | Ruxandra Ion, Radu Grigore & Bogdan Dumitrescu | Radu Grigore, Ruxandra Ion & Bianca Mina | 3 noiembrie 2022   |                              |
| 146           | 22           | „Unde ești?”                   | Ruxandra Ion, Radu Grigore & Bogdan Dumitrescu | Radu Grigore, Ruxandra Ion & Bianca Mina | 3 noiembrie 2022   |                              |
| 147           | 23           | „Ultimul hop”                  | Ruxandra Ion, Radu Grigore & Bogdan Dumitrescu | Radu Grigore, Ruxandra Ion & Bianca Mina | 10 noiembrie 2022  |                              |
| 148           | 24           | „E vina mea!”                  | Ruxandra Ion, Radu Grigore & Bogdan Dumitrescu | Radu Grigore, Ruxandra Ion & Bianca Mina | 10 noiembrie 2022  |                              |
| 149           | 25           | „Vinovat fără vină”            | Ruxandra Ion, Radu Grigore & Bogdan Dumitrescu | Radu Grigore, Ruxandra Ion & Bianca Mina | 17 noiembrie 2022  |                              |
| 150           | 26           | „E prea târziu pentru regrete” | Ruxandra Ion, Radu Grigore & Bogdan Dumitrescu | Radu Grigore, Ruxandra Ion & Bianca Mina | 17 noiembrie 2022  |                              |
| 151           | 27           | „De data asta nu mai scapă”    | Ruxandra Ion, Radu Grigore & Bogdan Dumitrescu | Radu Grigore, Ruxandra Ion & Bianca Mina | 24 noiembrie 2022  |                              |
| 152           | 28           | „Fă asta pentru mine!”         | Ruxandra Ion, Radu Grigore & Bogdan Dumitrescu | Radu Grigore, Ruxandra Ion & Bianca Mina | 24 noiembrie 2022  |                              |
| 153           | 29           | „Regreți!?”                    | Ruxandra Ion, Radu Grigore & Bogdan Dumitrescu | Radu Grigore, Ruxandra Ion & Bianca Mina | 8 decembrie 2022   |                              |
| 154           | 30           | „Mai periculos decât credeam”  | Ruxandra Ion, Radu Grigore & Bogdan Dumitrescu | Radu Grigore, Ruxandra Ion & Bianca Mina | 8 decembrie 2022   |                              |
| 155           | 31           | „Nu mai scapi de mine!”        | Ruxandra Ion, Radu Grigore & Bogdan Dumitrescu | Radu Grigore, Ruxandra Ion & Bianca Mina | 15 decembrie 2022  |                              |
| 156           | 32           | „Avem o problemă!”             | Ruxandra Ion, Radu Grigore & Bogdan Dumitrescu | Radu Grigore, Ruxandra Ion & Bianca Mina | 15 decembrie 2022  |                              |
| 157           | 33           | „Nu pot să te pierd!”          | Ruxandra Ion, Radu Grigore & Bogdan Dumitrescu | Radu Grigore, Ruxandra Ion & Bianca Mina | 22 decembrie 2022  | 1.35                         |
| 158           | 34           | „O poveste de iubire!”         | Ruxandra Ion, Radu Grigore & Bogdan Dumitrescu | Radu Grigore, Ruxandra Ion & Bianca Mina | 22 decembrie 2022  | 1.35                         |